# رود آگا
رود آگا (روسی: Ага) یک رودخانه در سرزمین زابایکالسکی کشور روسیه است.